# Hauptausschuss des Nationalrates
Der Hauptausschuss des Nationalrats ist ein parlamentarisches Organ des österreichischen Nationalrats, das an der Vollziehung des Bundes mitwirkt.

## Funktion
Dem Hauptausschuss obliegen insbesondere folgende Aufgaben:
- Er bereitet Volksbefragungen vor. (Art. 49b B-VG)
- Er wirkt an bestimmten Verordnungen mit. (Art. 55 Abs. 5 B-VG)
- Er schlägt den Präsidenten des Rechnungshofs (Art. 122 Abs. 4 B-VG), die Mitglieder der Volksanwaltschaft (Art. 148g Abs. 2 B-VG) sowie den Vorsitzenden der Parlamentarischen Bundesheerkommission (§ 4 Abs. 9 Wehrgesetz) vor.

Besondere Bedeutung hat der Hauptausschuss im Rahmen der Europäischen Union:
- Mit ihm ist das Einvernehmen bei der Erstellung der Vorschläge für die Ernennung von Mitgliedern der Europäischen Kommission, des Gerichtshofes der Europäischen Union, des Rechnungshofes und des Verwaltungsrates der Europäischen Investitionsbank herzustellen. (Art. 23c Abs. 2 iVm Art. 23k Abs. 2 B-VG)
- Er kann Stellungnahmen erlassen, von denen der zuständige Bundesminister im Rat nur aus zwingenden integrations- und außenpolitischen Gründen abgehen darf (Art. 23e iVm Art. 23k Abs. 2 B-VG), dies auch im Rahmen der Gemeinsamen Außen- und Sicherheitspolitik. (Art. 23j iVm Art. 23k Abs. 2 B-VG)
- Er kann Wünsche über Vorhaben der Europäischen Union an ihre Organe übermitteln. (Art. 23f Abs. 4 iVm Art. 23k Abs. 2 B-VG)
- Er wirkt an der Subsidiaritätsrüge mit. (Art. 23g iVm Art. 23k Abs. 2 B-VG)

Diese Aufgaben überträgt der Hauptausschuss zum Teil seinem Ständigen Unterausschuss in Angelegenheiten der Europäischen Union.

## Zusammensetzung
Der Nationalrat hat 183 Abgeordnete, der Hauptausschuss derzeit 23 Mitglieder, die entsprechend der Stärke der Parlamentsparteien gewählt und durch Wahllisten der Parlamentsklubs vorgeschlagen werden. Die genaue Zusammensetzung ist Gegenstand der Geschäftsordnung, hängt hinsichtlich der Gesamtzahl unter anderem von Parteienverhandlungen ab. Aktuell stellen FPÖ und ÖVP je 7, SPÖ 5, GRÜNE und NEOS je 2 Mitglieder. Für gewöhnlich werden die jeweiligen Klubobleute der Parlamentsklubs in den Ausschuss entsandt. Auch sonst befinden sich dort eher hochrangige Abgeordnete.

## Ständiger Unterausschuss des Hauptausschusses
Der Hauptausschuss wählt einen Ständigen Unterausschuss, der jederzeit zusammentreten können muss. Dieses Organ hat folgende Aufgaben:
- Falls der Bundespräsident den Nationalrat auflöst (was in der Geschichte Österreichs erst einmal geschehen ist), übernimmt er die Aufgaben des Hauptausschusses (der mit dem Nationalrat mitaufgelöst wird).
- In Ausnahmesituationen, etwa bei Naturkatastrophen oder Krieg, hat der Ständige Unterausschuss besondere Bedeutung: Falls der Nationalrat nicht zusammentreten kann, darf der Bundespräsident Notverordnungen erlassen. Dazu ist aber ein Vorschlag der Bundesregierung notwendig, die ihrerseits Einvernehmen mit dem Ständigen Unterausschuss des Hauptausschusses braucht.

Der ständige Unterausschuss des Hauptausschusses besteht aus 13 Mitgliedern, die, nach Fraktionsstärke, aus den Mitgliedern des Hauptausschusses ausgewählt werden. Derzeitige Zusammensetzung: FPÖ und ÖVP je 4, SPÖ 3, GRÜNE und NEOS je 1.